# Ranghulu
Ranghulu (en chino, 让胡路; pinyin, Rànghúlù, léase Rang-Julú) es un distrito urbano bajo la administración directa de la Prefectura Daqing en la Provincia de Heilongjiang, República Popular China.  Su área es de 1190 km² y su población total para 2010 superó los 450 mil habitantes.

## Administración
Desde julio de 2023, el  Distrito Ranghulu  se divide en 12 pueblos que se administran en 11 subdistritos y 1 poblado.